# 18335 San Cassiano
18335 San Cassiano este un asteroid din centura principală de asteroizi.

## Descriere
18335 San Cassiano este un asteroid din centura principală de asteroizi. A fost descoperit pe 19 septembrie 1987 la Stația Anderson Mesa de Edward L. G. Bowell. Asteroidul prezintă o orbită caracterizată de o semiaxă mare de 2,59 ua, o excentricitate de 0,25 și o înclinație de 5,4° în raport cu ecliptica.